# ㄷ

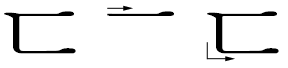
筆順

ㄷは、ハングルを構成する子音字母のひとつ。3番目の字母（『訓蒙字会』以降。『訓民正音』当時は最初の「ㄱ」から濃音を含めなければ4番目、濃音も含めれば5番目）。名称はティグッ（디귿、韓国）またはティウッ（디읃、北朝鮮）である。

## 音声
無気歯茎閉鎖音/t/の音を表す。語頭では無声音[t]、母音間または子音ㄴ, ㄹ, ㅁ, ㅇの後では濁って有声音[d]に、終声では内破音[t] = [t_<]になる。
訓民正音によれば、全清であるため、終声に用いれば「入声」となるとされていた。終声ㄷは[t]の代表音であり、訓民正音創製当時の中期朝鮮語以来終声ㄷの発音は変わっていないが、近世朝鮮語で終声ㅅが[s]から[t]へと発音が変わり、終声表記としてはㅅに統一されㄷが使用されなくなる傾向が見られるようになった。そこで1912年の普通学校用諺文綴字法ではパッチムとして認められた単独字母はㄱ・ㄴ・ㄹ・ㅁ・ㅂ・ㅅ・ㅇの7種で、そこにㄷは入れられていなかった。1930年の諺文綴字法で形態主義的表記法の導入のために激音や濃音などの字母が終声表記に認められると共に、終声表記としてのㄷも認められた。なお現代の韓国のハングル正書法では、ㄷ音で発音するパッチムのうちㄷと表記する根拠がないものはㅅと表記するものとされている。
| 音価 | 終声字                     | 複合終声字           | 複合終声字 |
| 音価 | 終声字                     | 前                   | 後         |
| ---- | -------------------------- | -------------------- | ---------- |
| ㄱ   | ㄱ, ㅋ, ㄲ                 | ㄳ                   | ㄺ         |
| ㄷ   | ㄷ, ㅅ, ㅆ, ㅈ, ㅊ, ㅌ, ㅎ |                      |            |
| ㅂ   | ㅂ, ㅍ                     | ㅄ                   | (ㄼ), ㄿ   |
| ㄹ   | ㄹ                         | ㄼ, ㄽ, ㄾ, ㅀ, (ㄺ) |            |
| ㄴ   | ㄴ                         | ㄵ, ㄶ               |            |
| ㅁ   | ㅁ                         |                      | ㄻ         |
| ㅇ   | ㅇ                         |                      |            |

## 用例
다（タ・ダ）디（ティ・ディ）두（トゥ・ドゥ）대（テ・デ）데（テ・デ）도（ト・ド）

## 沿革
訓民正音初声体系では全清の舌音に分類されており、訓民正音の世宗序では「舌音如斗字初發聲」と規定されている。字形は『訓民正音解例』制字解によると、舌を上あごにつけた形を象ったㄴに筆画を足すことで作られた加画字とされる。これに更に筆画を加えるとㅌとなる。
「ティグッ（池末）」が『訓蒙字会』（1527年）以来の伝統的なものであり、「ティウッ」は後に他のハングル字母に合わせて作られたものである。「귿（クッ、「末」の訓、現代音では끝）」が用いられたのは、「읃（ウッ）」という漢字音ないし1音節の固有語が存在しないためである。

## ラテン文字転写
初声の場合、文化観光部2000年式では常にdと表記される。マッキューン＝ライシャワー式では無声音で発音されるものはt、有声音で発音されるものはdとなる。

終声の場合はどちらの方式でもtと表記される。

## 文字コード
| 名称                    | 用途   | コード | HTML実体参照コード | 表示 |
| HANGUL LETTER DIGEUT    | 単体   | U+3137 | &#12599;           | ㄷ   |
| HANGUL CHOSEONG DIGEUT  | 初声用 | U+1103 | &#4355;            | ᄃ   |
| HANGUL JONGSEONG DIGEUT | 終声用 | U+11AE | &#4526;            | ᆮ     |